# 近極圈烏拉山脈
近極圈烏拉山脈（羅馬化：Pripolyarnyy Ural）是俄羅斯的山脈，由漢特-曼西自治區負責管轄，面積約32,000平方公里，最高點海拔高度1,894米，該山脈有冰川覆蓋，是多條河流的發源地。